# Beaumont-Adams-revolver
De Beaumont-Adams-revolver is een double action-percussie-revolver met een zeskantige loop en een vaste cilinder.
De 54-bore (.442 inch of 11,2mm)-versie van het wapen werd in het Britse leger ingevoerd in 1856. In 1880 werd het vervangen door de .476 (11,6 mm) Enfield Mk I-revolver.

## Geschiedenis

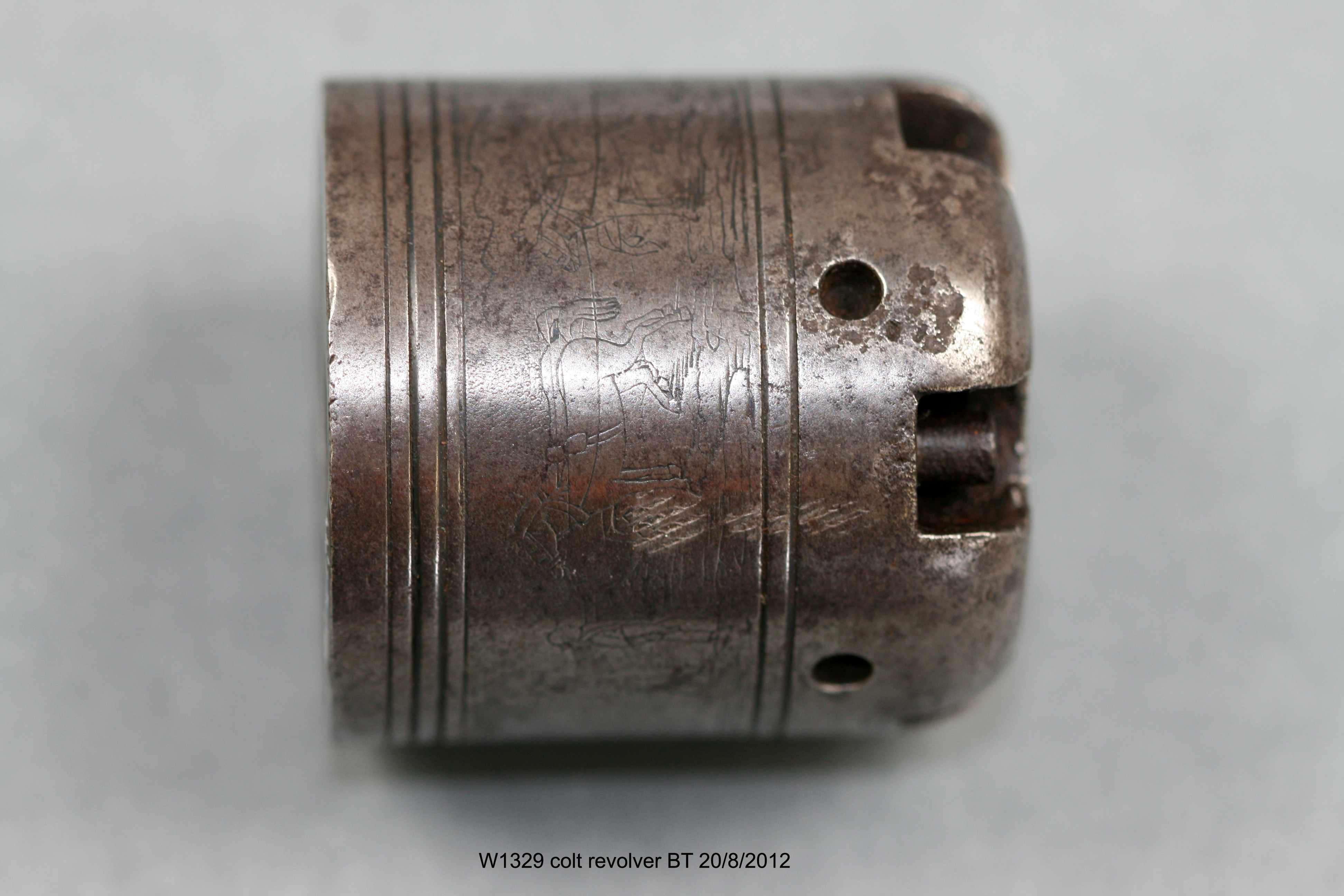
Cilinder van een percussie-revolver. Het ‘schoorsteentje’ is goed te zien

Op 20 februari 1856 verkreeg luitenant Frederick E.B. Beaumont van de Royal Engineers (genie) een Brits octrooi voor verbeteringen aan de Adamsrevolver uit 1851, de eerste succesvolle double action-revolver, waardoor het wapen op twee manieren kon worden gespannen en afgevuurd:
- door de hamer handmatig te spannen zoals bij een single action-revolver, en af te vuren door de trekker over te halen;
- door de hamer te spannen en gelijk af te vuren door de trekker over te halen.

Hij kreeg hiervoor op 3 juni van hetzelfde jaar ook het Amerikaanse octrooi (nr. 15.032).

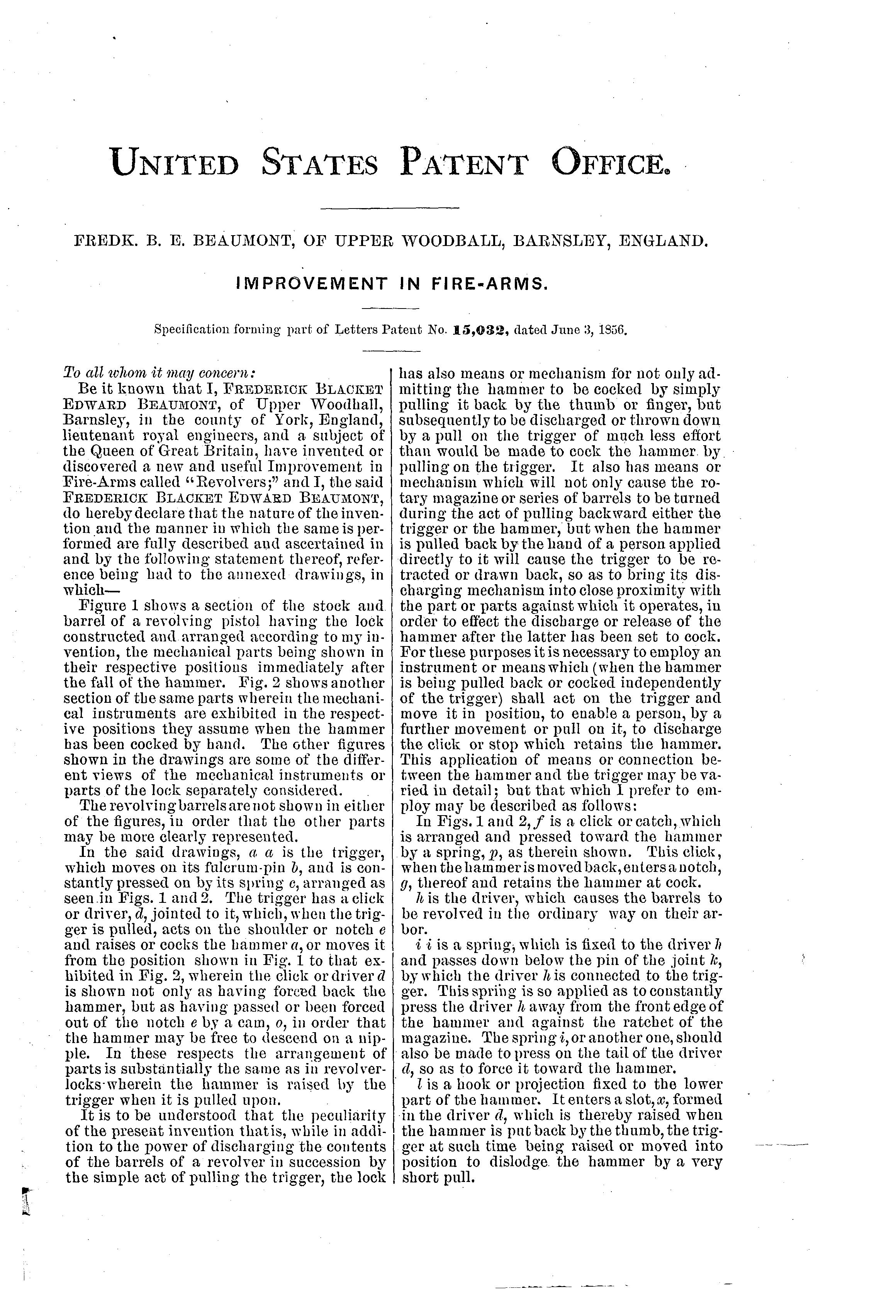
Beaumonts U.S. Patent 15.032, 1e pagina (1856)
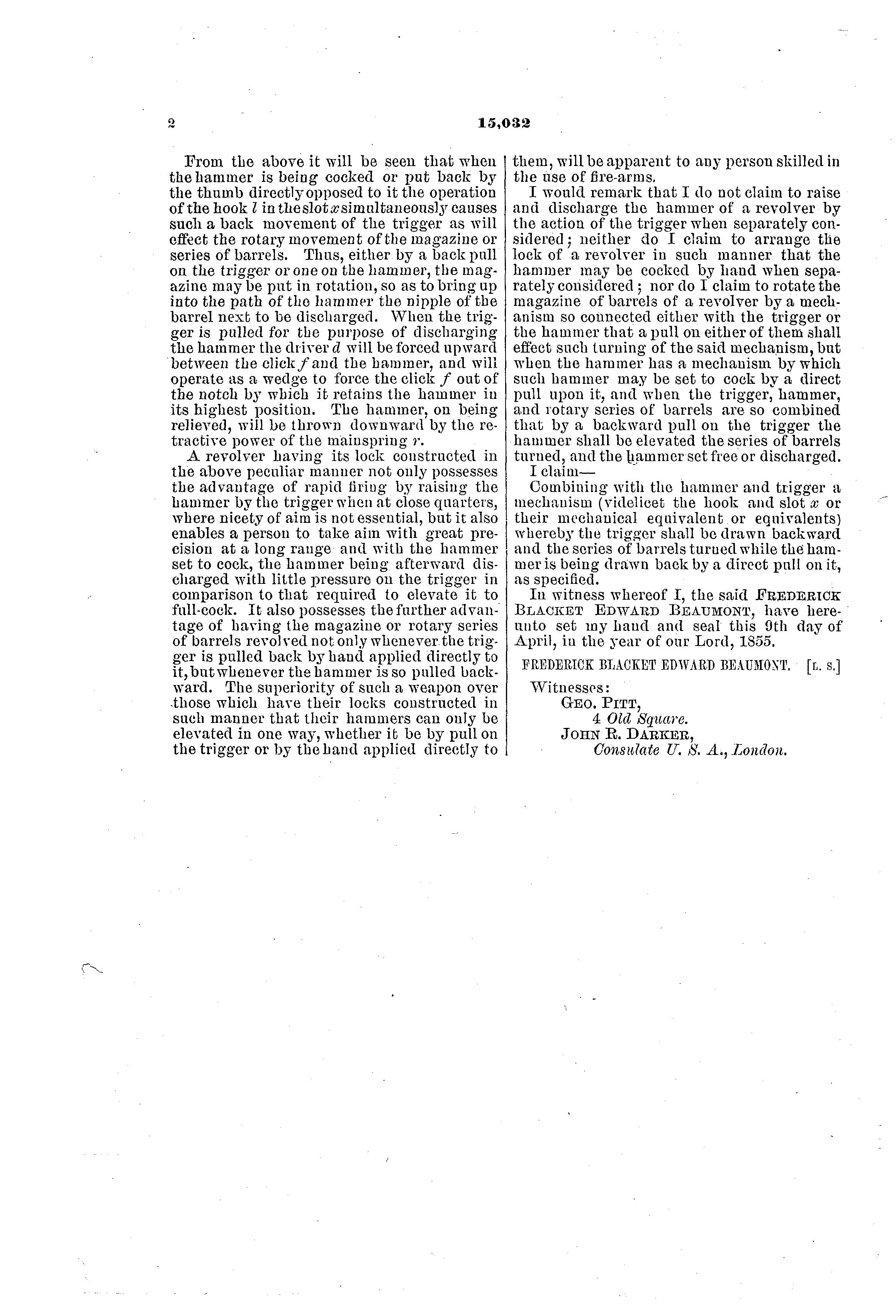
Beaumonts U.S. Patent 15.032, 2e pagina (1856)
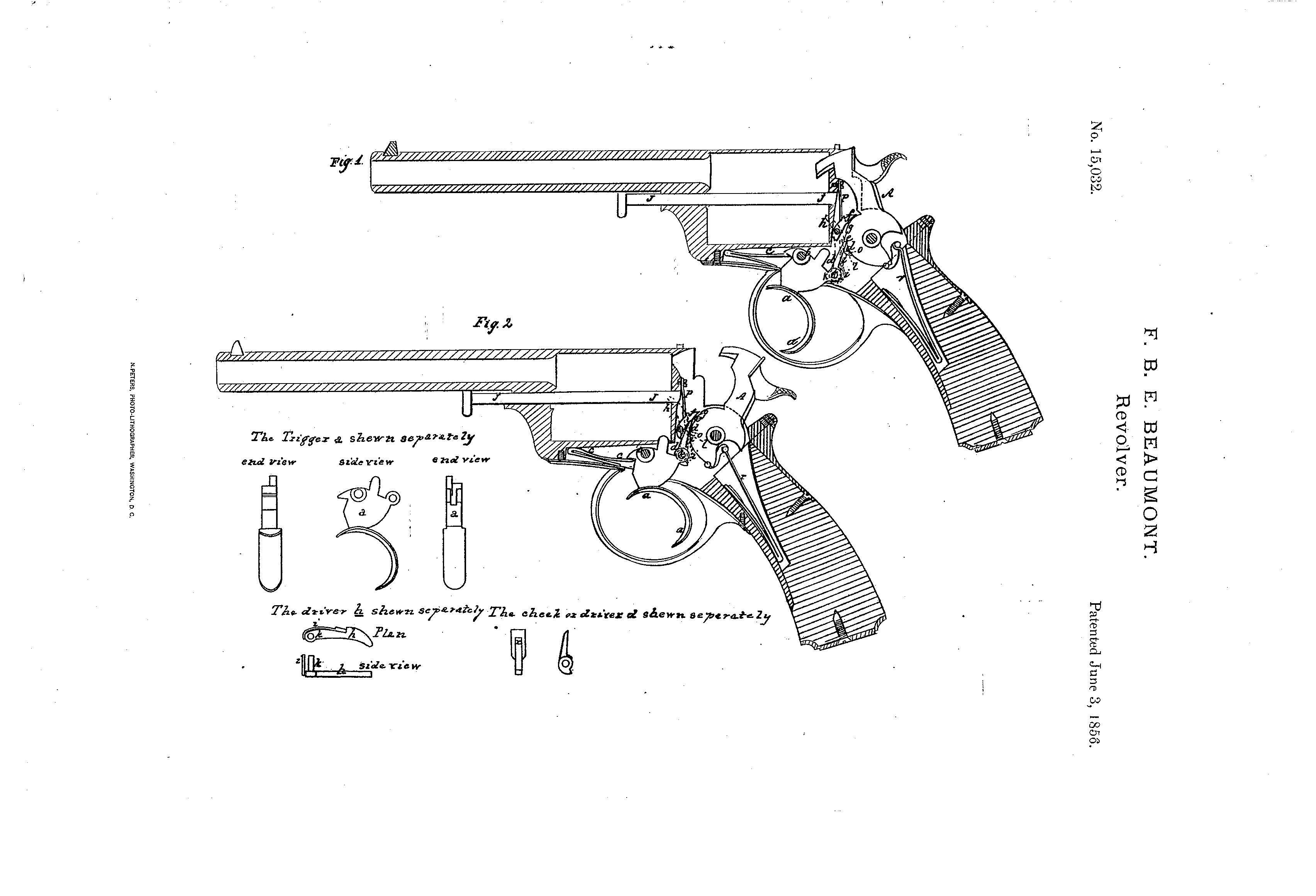
Tekening bij Beaumonts U.S. Patent 15.032 (1856)
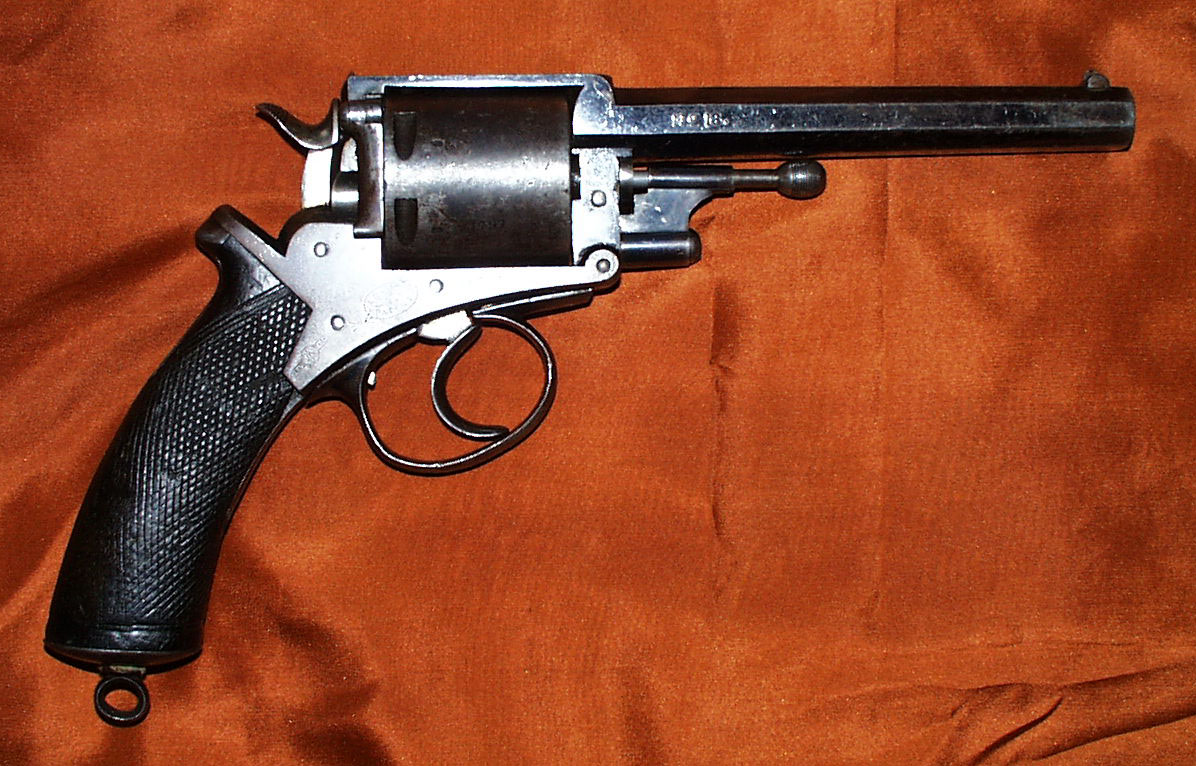
British Army Mark III, Model 1872
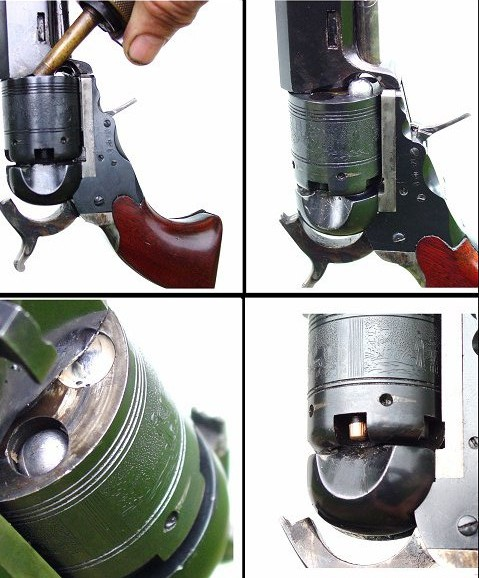
Laadproces percussierevolvers
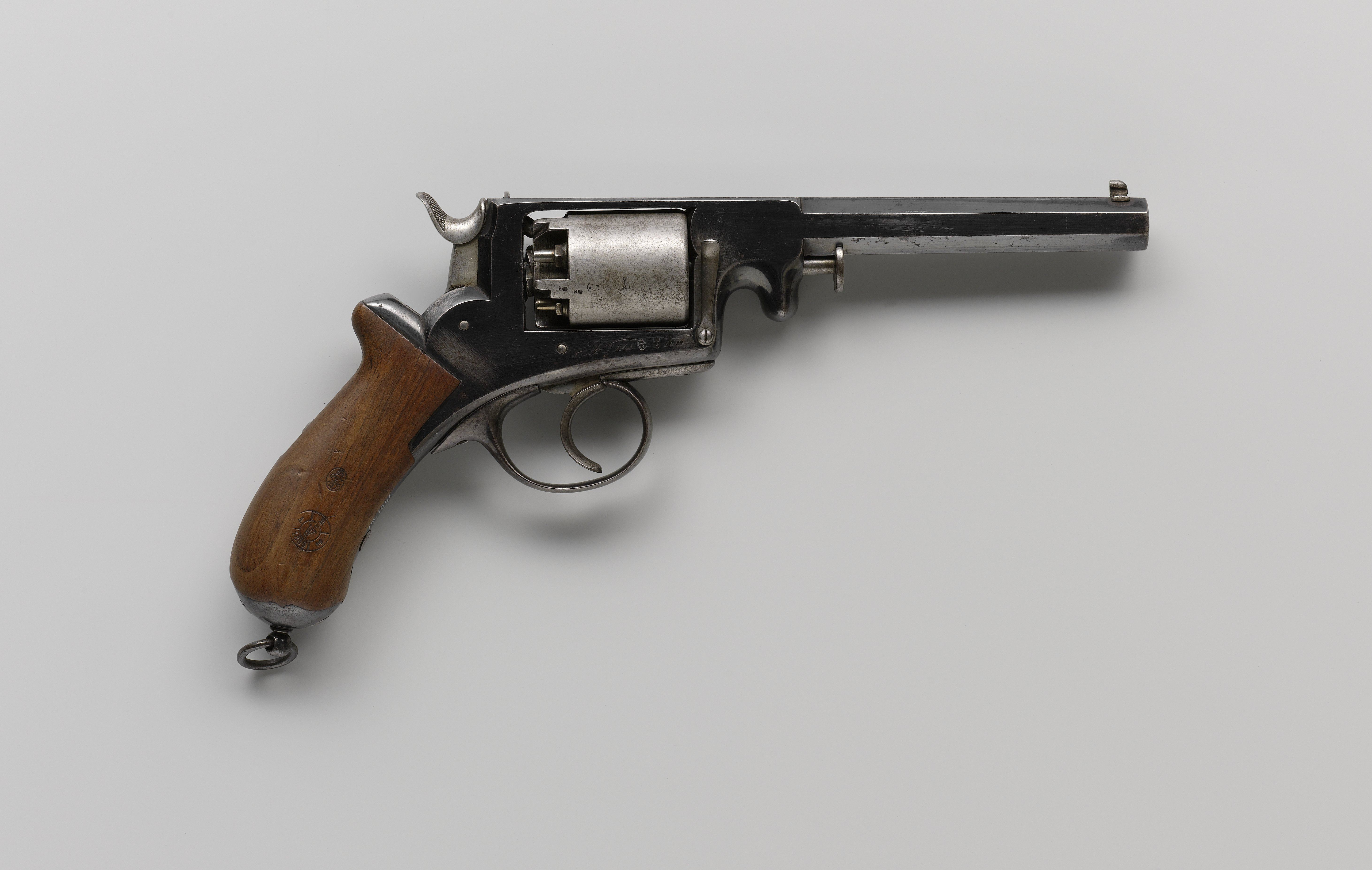
Nederlands Beaumont-Adams-revolver, gemaakt door Auguste Francotte & Cie in Luik
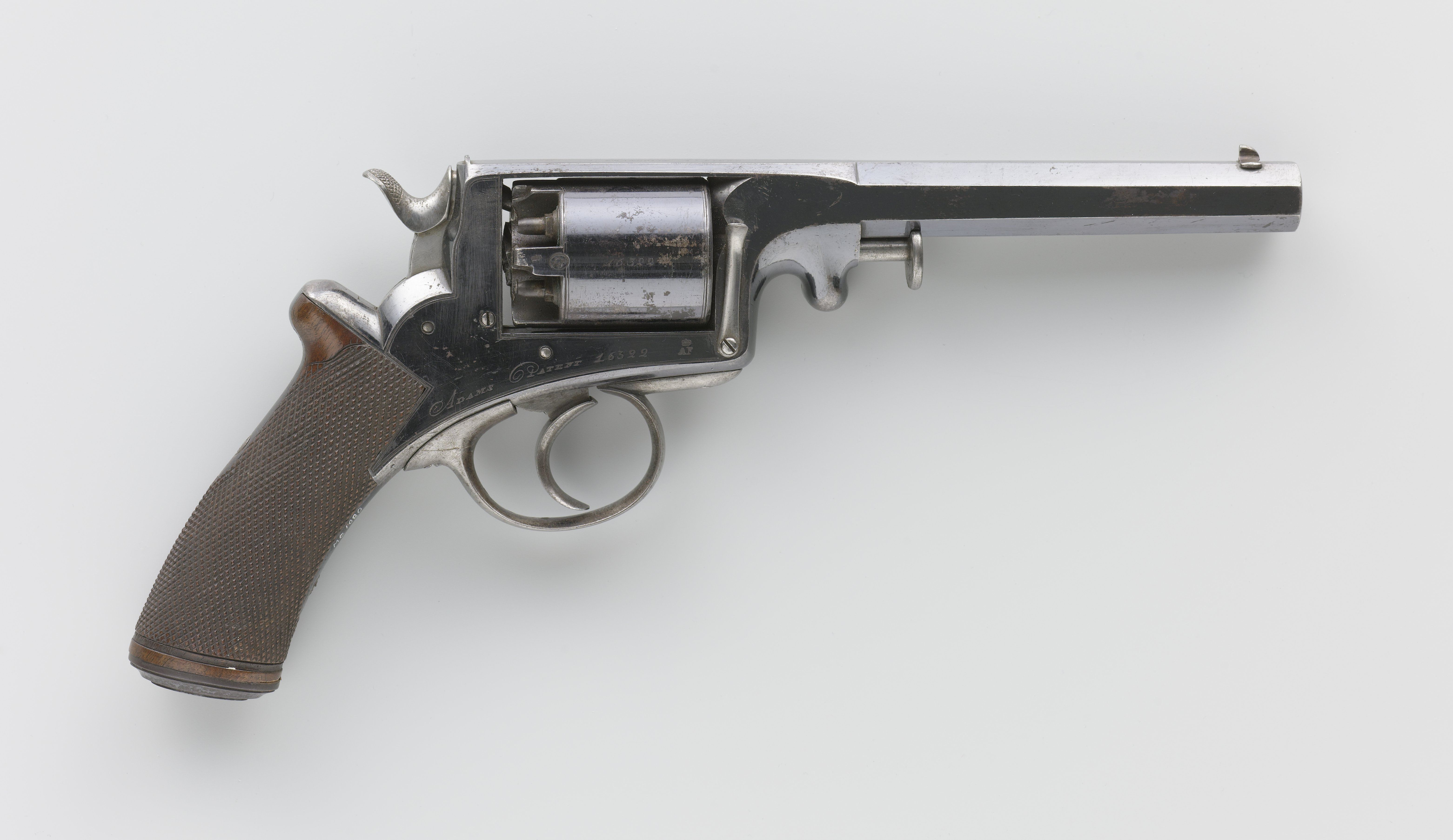
Beaumont-Adams-revolver gemaakt door Francotte in Luik

In die tijd had Adams te maken met concurrentie van Colt, die zijn verkoop snel uitbreidde en een fabriek in Londen had geopend. De Adams-revolver werd veel gebruikt door Britse officieren tijdens de Krimoorlog en bij conflicten in de Britse koloniën. Vooral de 54-bore (.442 cal) kogel had een grotere stopkracht dan de belangrijkste concurrent, de kleinere .36 cal Colt Navy-revolvers. Ook de vuursnelheid van de Adams was hoger dan bij de bewerkelijker Colt.
Productie werd gedaan door de firma Deane, Adams & Deane in Londen, dat Adams oprichtte samen met George en John Deane, indertijd bekende Londense wapenfabrikanten. De nieuwe revolver werd in verschillende kalibers en formaten gemaakt, van zakrevolvers tot grote militaire versies.
In het Verenigd Koninkrijk werd de 54 bore Beaumont-Adams met een kaliber van .442" (11,2 mm), in 1856 in gebruik genomen bij het Britse leger. Niet veel later werd het wapen ook ingevoerd bij de strijdkrachten van het Keizerrijk Rusland en bij de Nederlandse Marine.
Om aan de groeiende vraag te voldoen, schakelden Deane, Adams & Deane bedrijven in Birmingham en Luik in om hun wapens onder licentie te vervaardigen. De nieuwe revolver gaf Adams een grote voorsprong en Colt sloot zijn fabriek in Londen.
In de Verenigde Staten kreeg de Massachusetts Arms Company in Chicopee, Massachusetts een licentie om ongeveer 19.000 exemplaren van de .36 (7,65 mm)-versie het wapen te vervaardigen. Ongeveer 1.750 daarvan werden gekocht door het Leger van de Unie aan het begin van de Amerikaanse Burgeroorlog. Het bedrijf maakte ook een zakrevolver-versie in .32 kaliber.
De Beaumont-Adams-revolver bleef het officiële wapen van het Britse leger tot hij in 1880 werd vervangen door de Enfield Mk I-revolver.

## Nederland

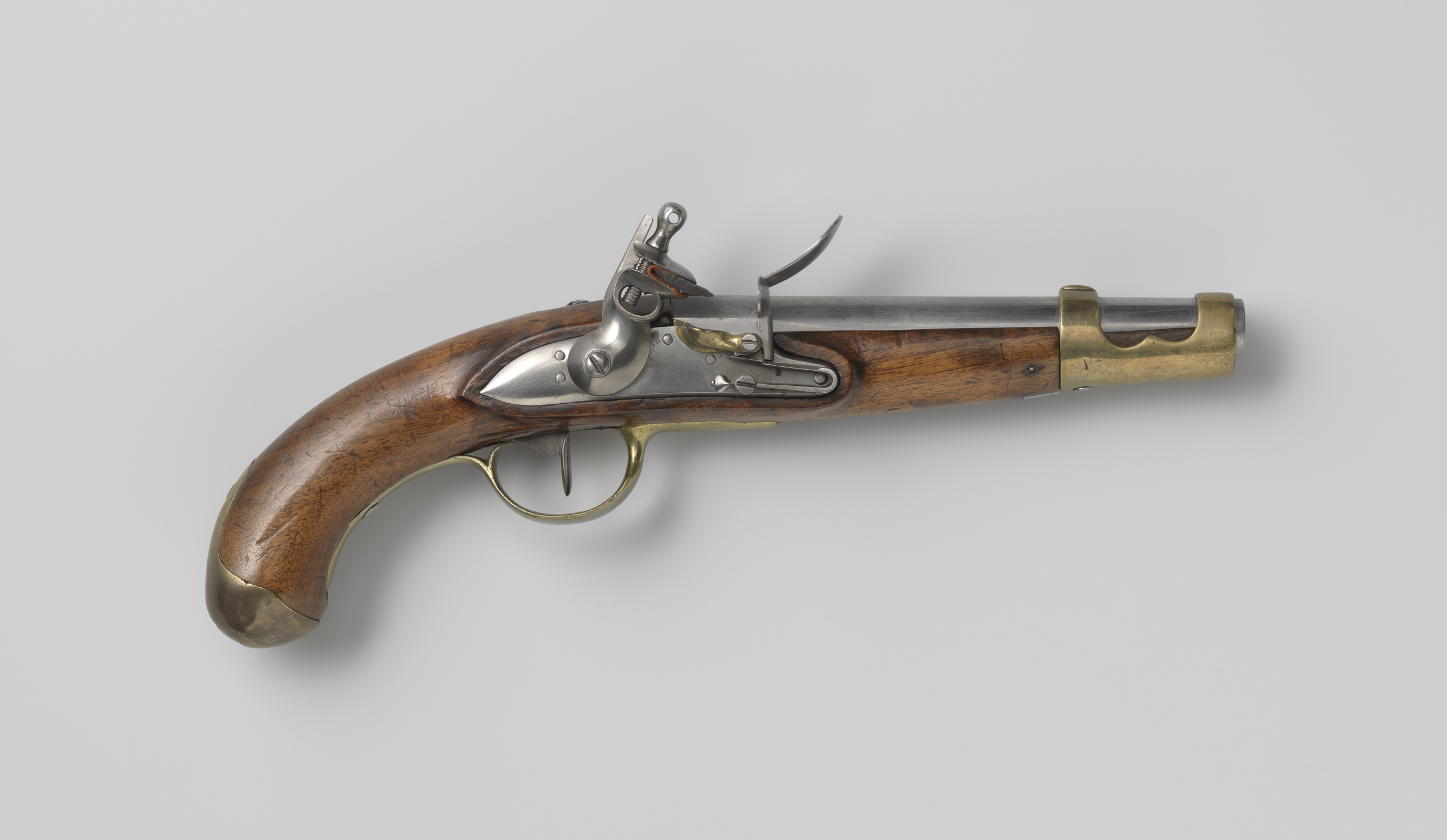
Vuursteenpistool M1815
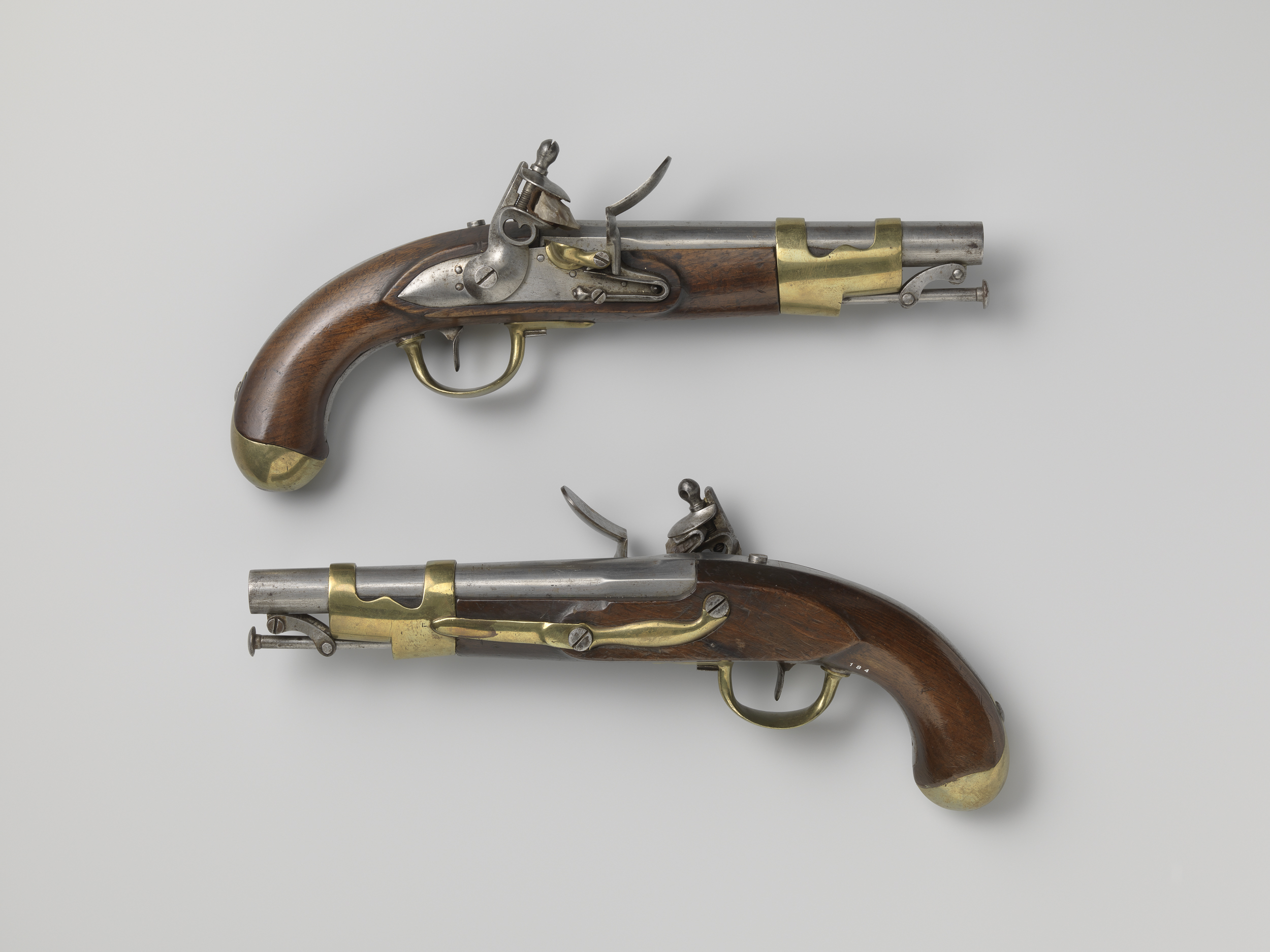
Vuursteenpistool M1820
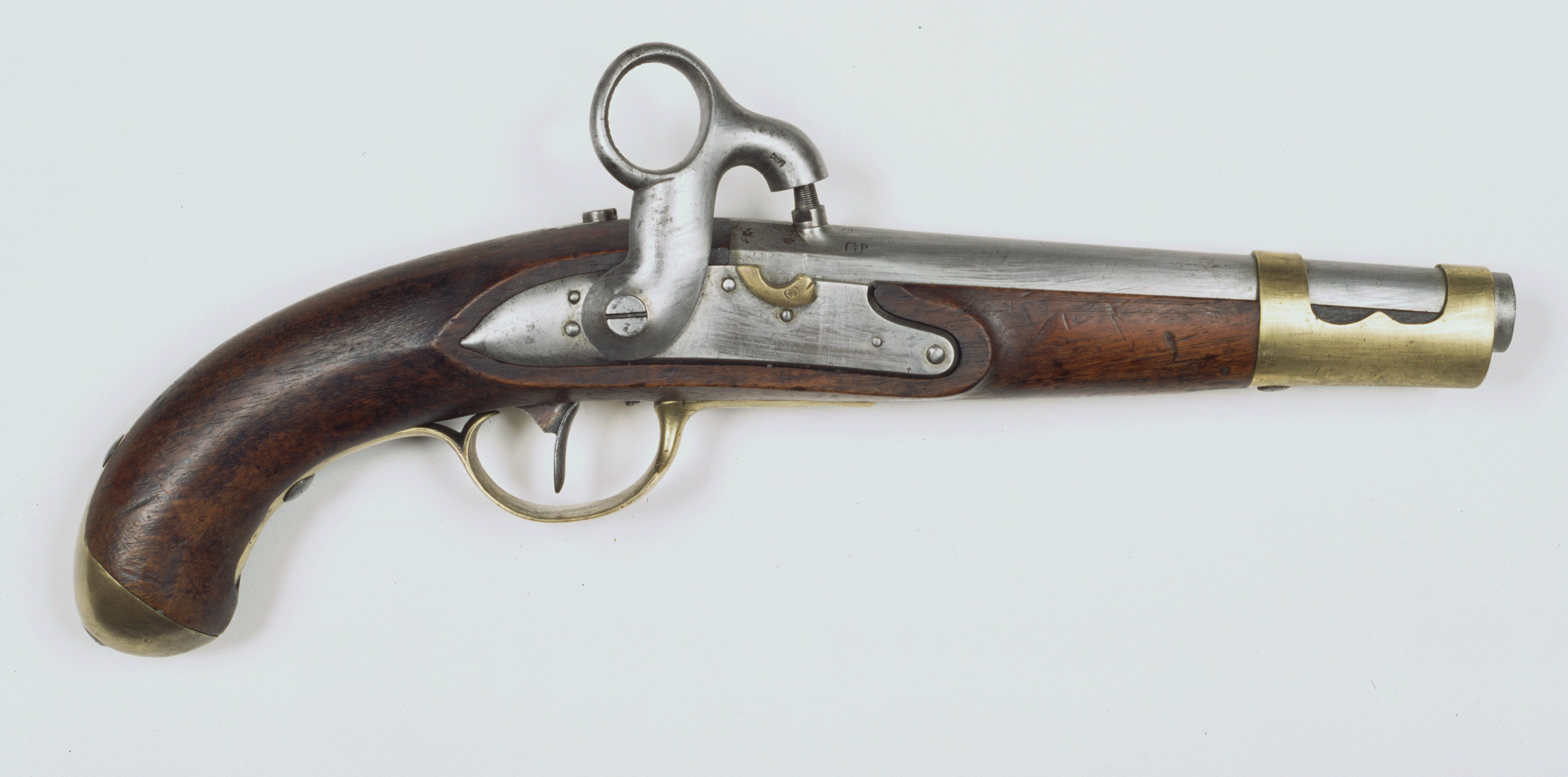
Percussiepistool M1815
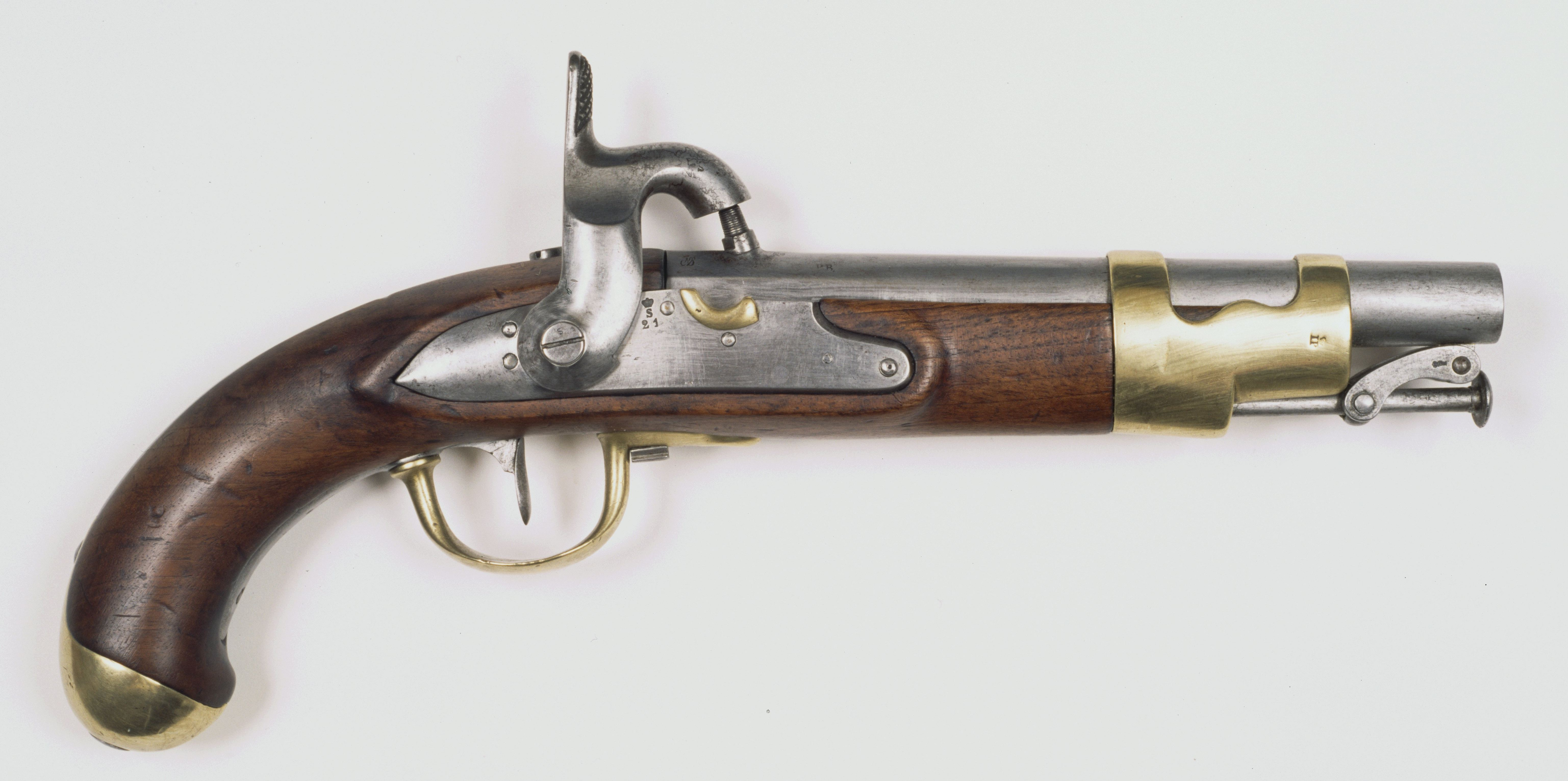
Percussiepistool M1815

Halverwege de 19e eeuw was de Koninklijke Marine op zoek naar een vervanger voor haar percussiepistolen model 1818/42 (gemodificeerde M1818 vuursteenpistolen), model 1846 (identiek aan model 1818/42, maar nieuwbouw):p14 en M1820. Alle enkelschots voorladers met een kaliber van ca. 17 mm.
De Nederlandse Marine beproefde de Beaumont-Adams-percussierevolver en de Lefaucheux penvuurrevolver. (1854).

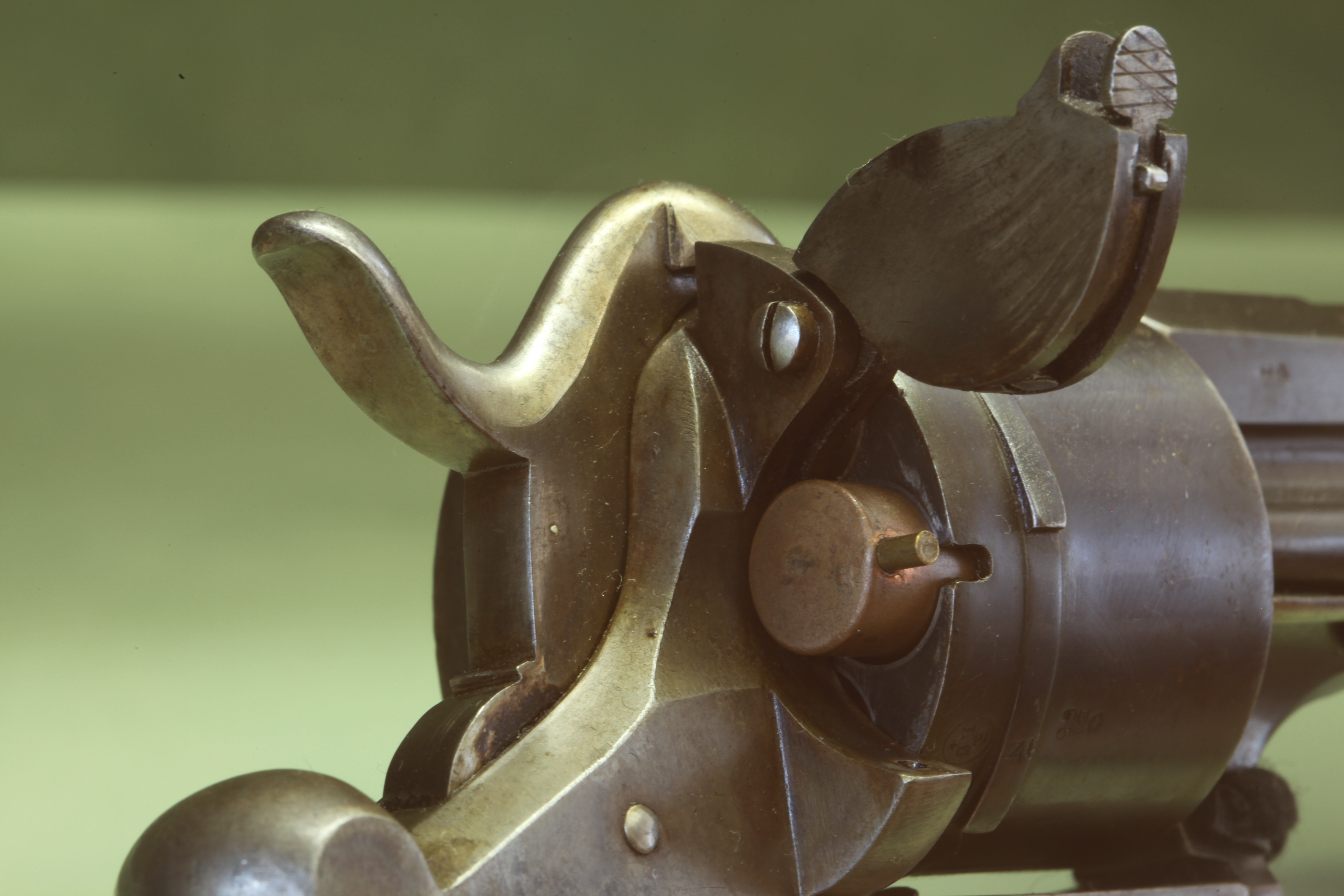
Lefaucheux penvuurrevolver met half geladen penvuurpatroon
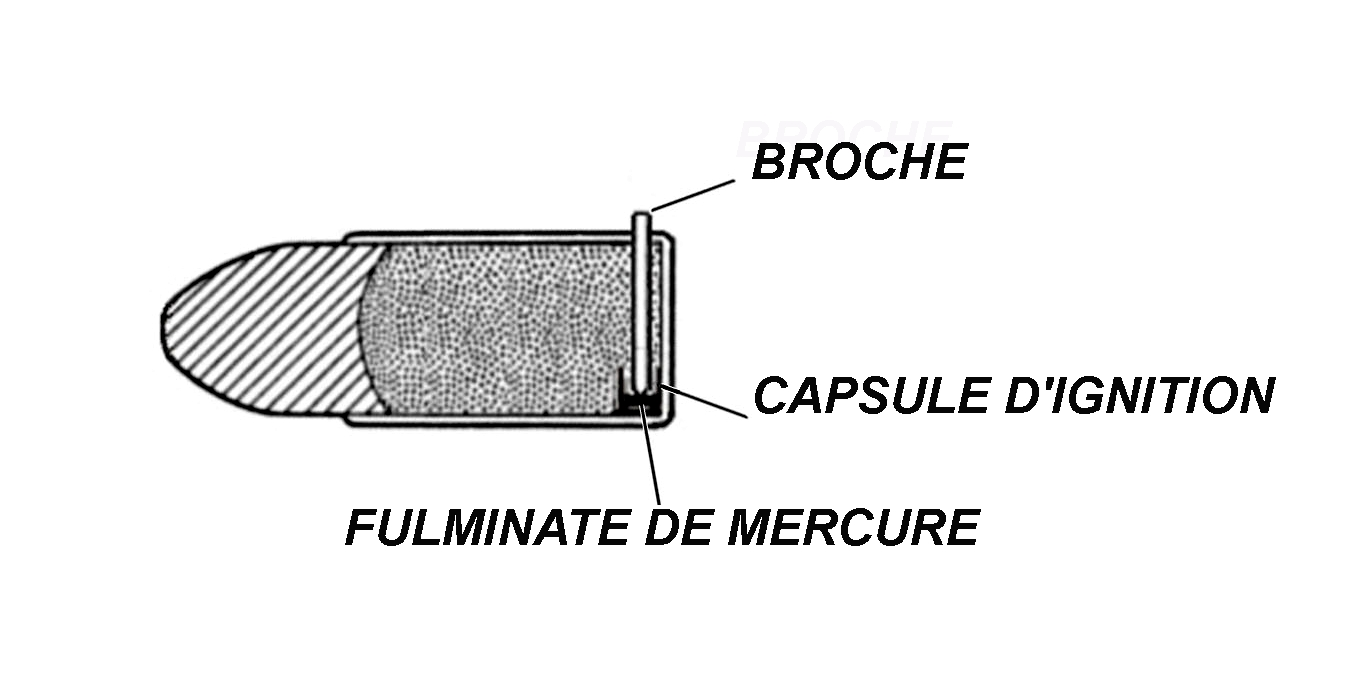
Penvuurpatroon

Bij beproevingen voldeed de Beaumont-Adams percussierevolver goed maar was bewerkelijk: er moesten dezelfde handelingen worden verricht om de cilinder van de revolver te laden als bij de oudere percussiepistolen. De Lefaucheux penvuurrevolver was minder bewerkelijk, maar de penvuurpatronen waren te kwetsbaar.
De Marine voerde in 1856 de Beaumont-Adams-revolver in als 'Beaumont-Adams-revolver, model 1856'. De Nederlandse wapens werden gefabriceerd door de firma Auguste Francotte & Cie in Luik.:pp. 46-59

### Revolverpistool A

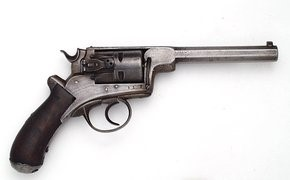
Revolverpistool A

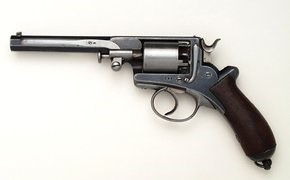
Revolverpistool A

Jacob Hendrik van Wely (1843-1917) was een officier van het Korps Mariniers die zitting had in verschillende wapencommissies.
In 1869 werd hij verantwoordelijk voor de handvuurwapens van de Koninklijke Marine en maakte hij een ontwerp om de Beaumont-Adams M1856 voorgeladen percussierevolvers te modificeren tot achtergeladen centraalvuur revolvers die eenheidspatronen konden afvuren.
De belangrijkste aanpassing was de vervanging van de cilinder met zes kamers die aan de achterzijde dicht waren en voorzien van zgn. 'schoorsteentjes' door een cilinder met vijf kamers die aan beide zijden open waren en een plaat achter de cilinder met een laadpoort/laadslot aan de rechterzijde achter de cilinder. Door de laadpoort kon in iedere kamer één-voor-één een patroon geladen worden. Om te herladen moesten eerst de lege hulzen één-voor-één vanaf de voorzijde met een pompstok of schroevendraaier door de laadpoort uit de kamers gedrukt worden. Dit duurde erg lang.
De benodigde onderdelen werden geproduceerd door de firma J.F.J. Bar in Delft, en de ombouw werd uitgevoerd door de Marinewerf in Amsterdam. In 1874 werd het gemodificeerde wapen in gebruik genomen.:pp 46-59
Omdat het een achterlader was werd het “Revolverpistool A” genoemd. Dit model werd tot ca. 1900 gebruikt.

### Vervanging
Het Revolverpistool A werd bij de Koninklijke Marine vervangen door de Revolver M1873.